# 粉嶺中心
粉嶺中心（英語：Fanling Centre），是香港一個私人屋苑，位於香港新界北區粉嶺新運路33號，毗鄰粉嶺名都、黃崗山、粉嶺公路、祥華邨及港鐵粉嶺站。物業由恒基兆業發展，李景勳建築師負責設計，共設11座樓宇，合供提供2,200伙單位，並於1990年至1991年分兩期落成入伙。屋苑現由置邦物業管理負責管理。

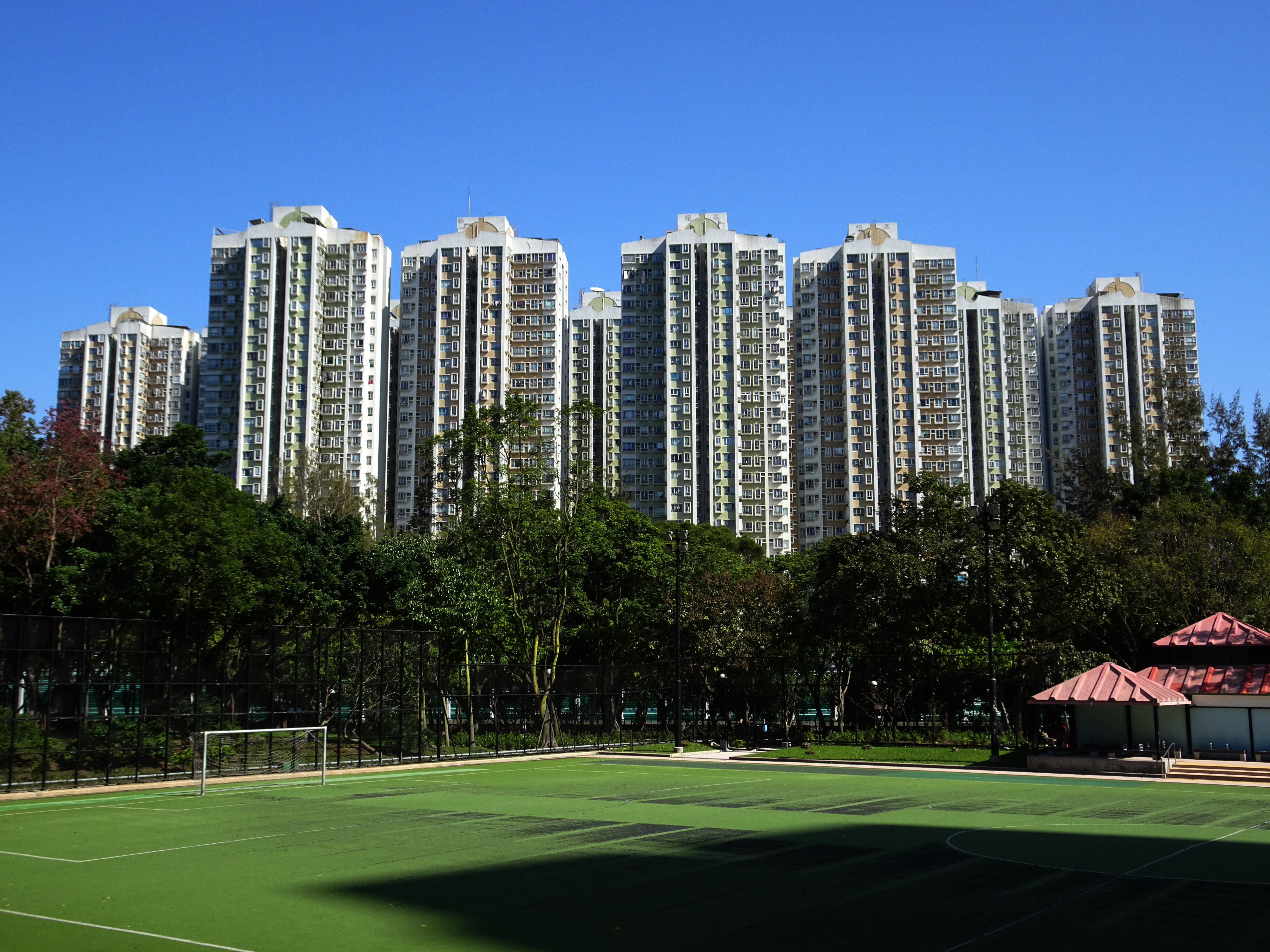
粉嶺中心正面

## 歷史

### 農地／九廣鐵路（英段）
粉嶺中心用地前身位於粉嶺丈量約份第51約（D.D. 51）若干地段，最早可追溯至1905年公佈的集體官契。據當時記載此用地可分為兩部分，第一部分（現粉嶺中心A至K座位置）多為農田，而西面一部分（現粉嶺中心L座及粉嶺中心購物商場位置），則標註持有人為『Hong Kong K. Canton Railway』，顯示該部分位置當時是九廣鐵路（英段）粉嶺車站的預留用地。唯粉嶺車站於1910年通車，該處並未用作車站或鐵路用途。

### 新界農業會
1935年，港府撥地予『新界農業會』，用作農業試驗場及籌建永久會所，本用地西面一部分亦隨即成為其實驗田地，直至1976年新界農業會將持有的所有地皮售出為止。

### 粉嶺臨時房屋區
1977年，政府正式宣布開發粉嶺／上水新市鎮，其中本用地的前新界農業會田地及私人農地被先後收回，並於1978年建成第二期粉嶺臨時房屋區。之後此地與旁邊的第一期粉嶺臨時房屋區（即現粉嶺名都）一同被規劃為『粉嶺／上水第13A區』作私人住宅發展，本用地所在地段亦更名為『丈量約份第51約地段第5317號』。
1986年，粉嶺臨時房屋區全數被清拆，而此地亦於同年9月透過換地權益書的方式售予恒基兆業，最終建成私人住宅『粉嶺中心』，並於1990年1至4月分批發售第一期，之後於1991年3月推售餘下的第二期。

## 物業資料
物業分2期發展，第一期設7座（A、B、C、D、E、F、G座）；第二期則設4座（H、J、K、L座），每座樓高27層，其中一樓為停車場、第二層為商場及平台花園。項目以1梯8伙設計，單位分兩房及三房間隔，實用面積介乎365至535方呎。A至D座及J至L座的1、8室景觀較開揚，部分享公園景，因此價格較高，E至H座的4及5室面向蓬瀛仙館及粉嶺公路，部分單位望墳景或公路景，價錢相對較低。
| 期數 | 大廈名稱（座數） | 樓宇層數 | 每層伙數 | 每座單位總數（伙） | 實用面積（呎）     | 入伙年份 |
| ---- | ---------------- | -------- | -------- | ------------------ | ------------------ | -------- |
| 1    | A座              | 27       | 8        | 200                | 368／468／513／535 | 1990年   |
| 1    | B座              | 27       | 8        | 200                | 368／468／513／535 | 1990年   |
| 1    | C座              | 27       | 8        | 200                | 368／468／513／535 | 1990年   |
| 1    | D座              | 27       | 8        | 200                | 368／468／513／535 | 1990年   |
| 1    | E座              | 27       | 8        | 200                | 368／468／513／535 | 1990年   |
| 1    | F座              | 27       | 8        | 200                | 368／468／513／535 | 1990年   |
| 1    | G座              | 27       | 8        | 200                | 368／468／513／535 | 1990年   |
| 2    | H座              | 27       | 8        | 200                | 366／512／535      | 1991年   |
| 2    | J座              | 27       | 8        | 200                | 365／465／510／533 | 1991年   |
| 2    | K座              | 27       | 8        | 200                | 368／465／510／520 | 1991年   |
| 2    | L座              | 27       | 8        | 200                | 365／465／510／533 | 1991年   |

## 屋苑設施
屋苑平台花園設多項基本設施，園景平台、乒乓球桌、兒童遊樂場、網球場和游泳池。另外，基座設置停車場，月租介乎1700至1800元。管理費每呎為1.1元。

## 購物商場
粉嶺中心購物商場樓高兩層，樓面面積超過15萬平方呎，各式各樣的店舖林立，包括惠康超級市場、萬寧、日本城、759阿信屋、中國銀行、便利店、多間服裝店及中/西醫門診等。商場於2017年曾進行大型翻新工程。商場以前地下商場曾設街市，現已拆卸。商場亦設行人天橋連接粉嶺名都商場及祥華邨。
而香港賽馬會曾考慮在商場內設立投注站，但經過收集住戶意見調查後，計劃取消。後來改在鄰近的另一私人屋苑——粉嶺名都商場內設置投注站。但由於投注站鄰近連接粉嶺中心、粉嶺名都及祥華邨的行人天橋，每逢賽馬日投注站外及天橋通道均會被大量馬迷阻塞，而天橋通道更擠滿吸煙人士，北區區議會曾多次就此向政府部門作出投訴。

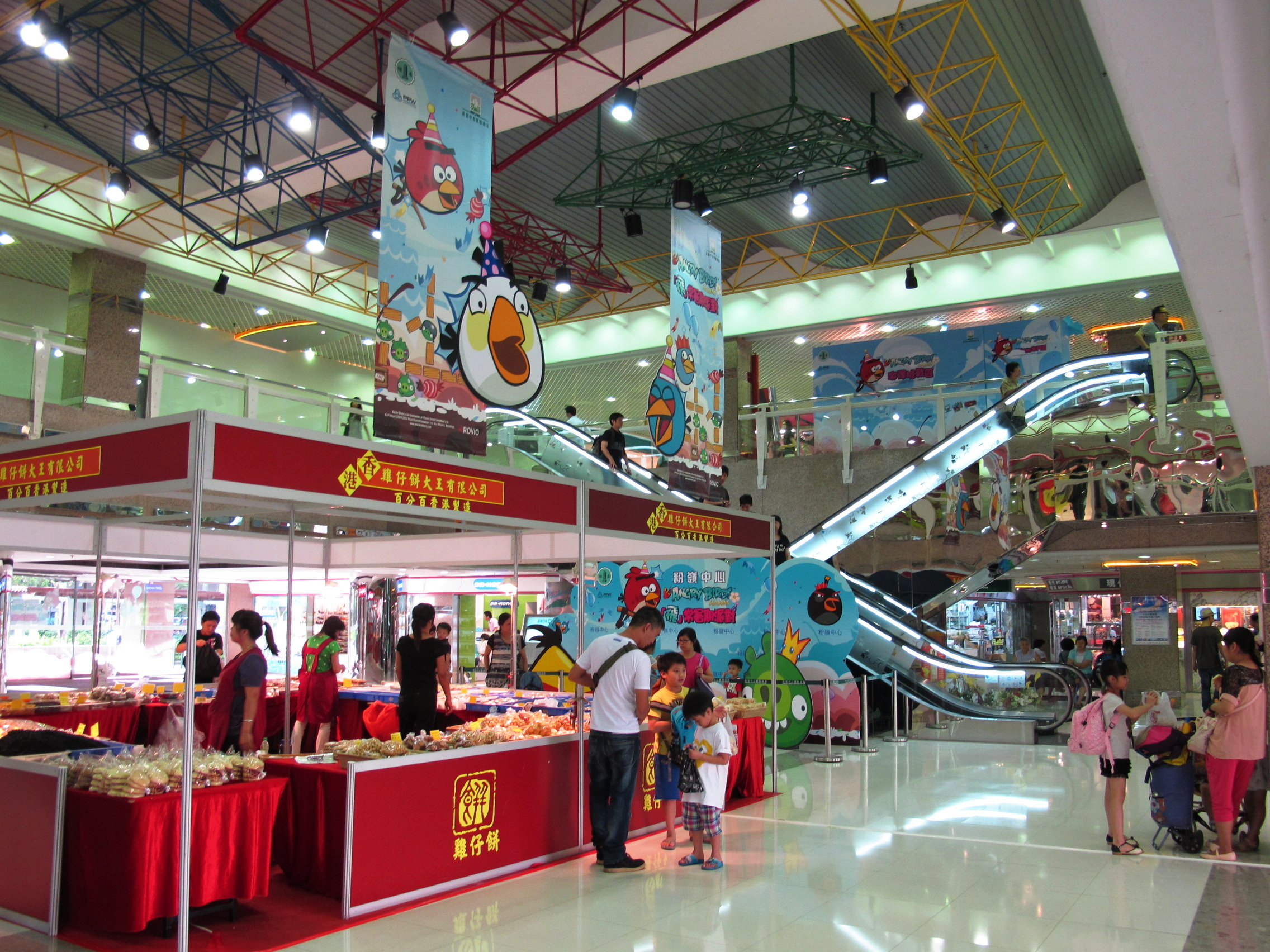
商場中庭（2012年）
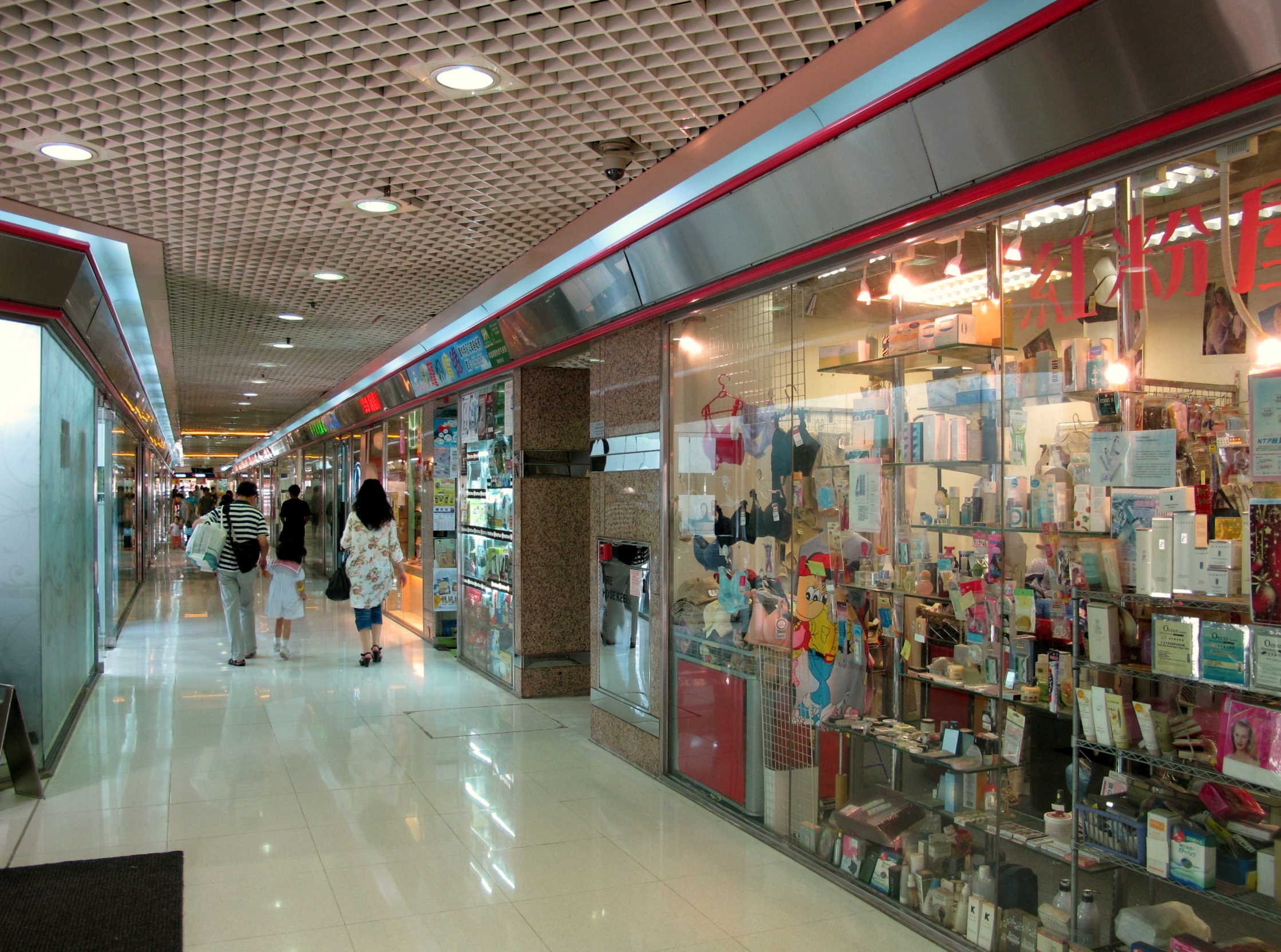
商場地下通道（2012年）
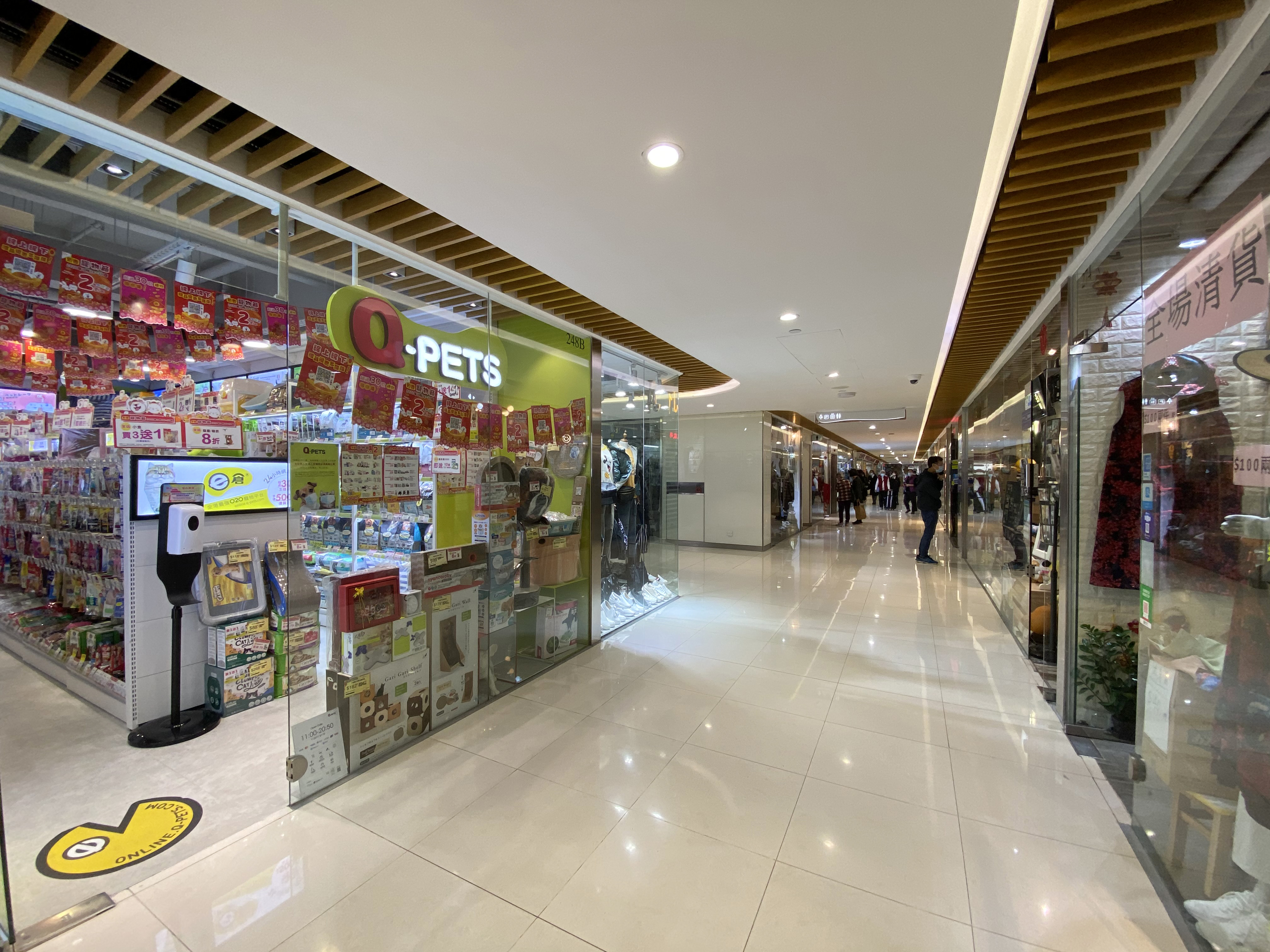
翻新後的商場1樓（2021年）
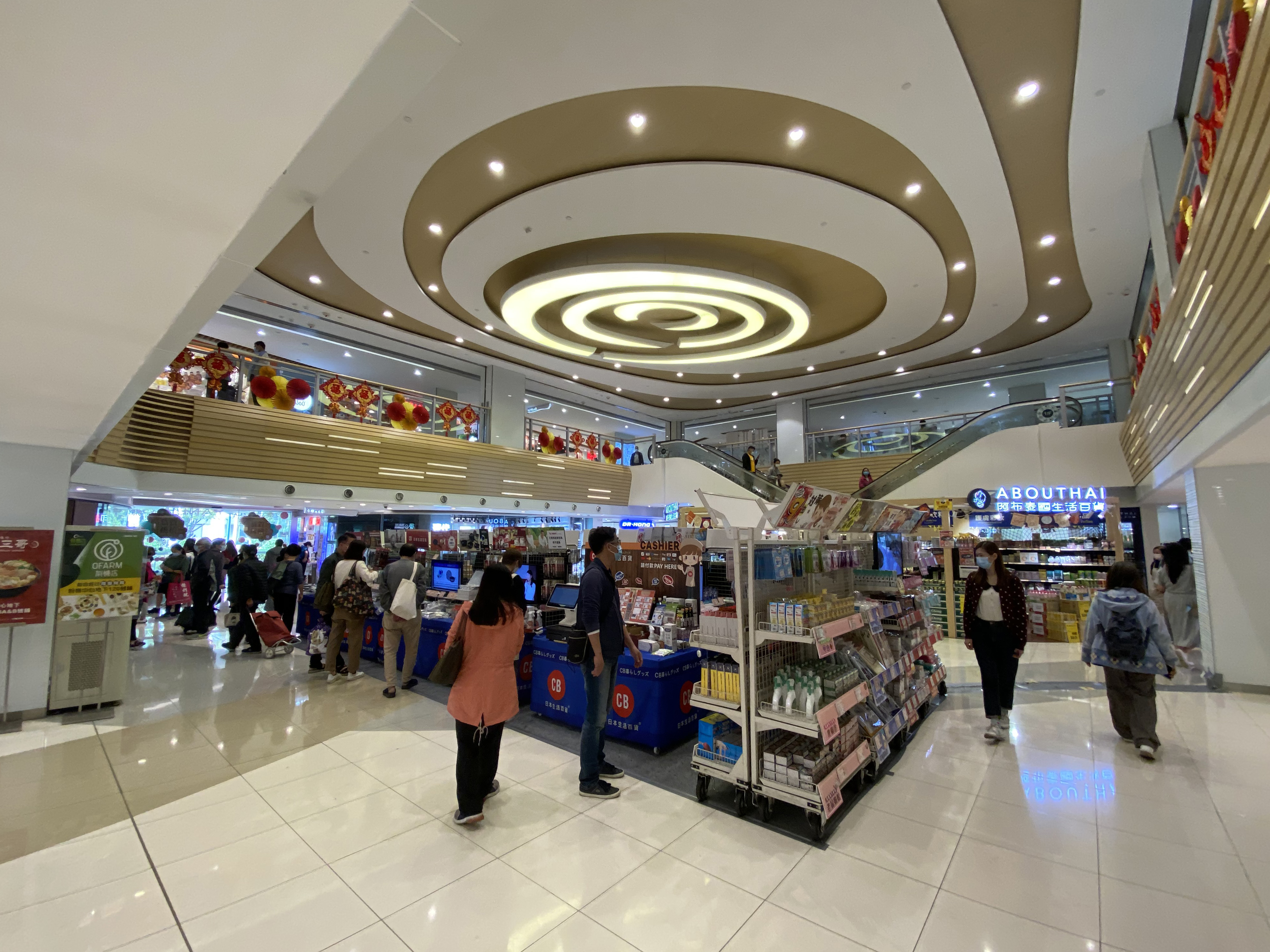
翻新後的商場中庭（2021年）
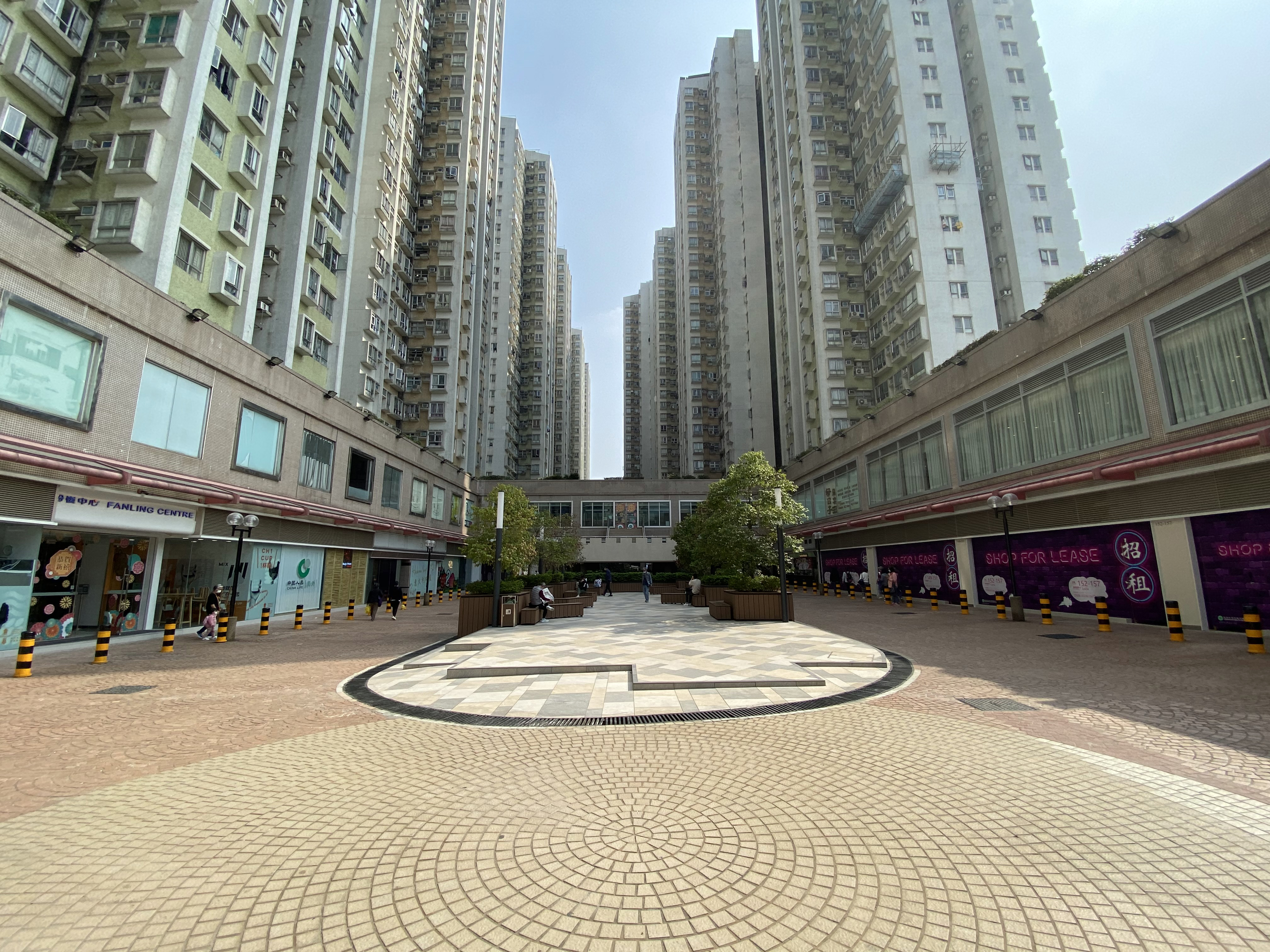
商場外的廣場亦進行翻新（2021年）
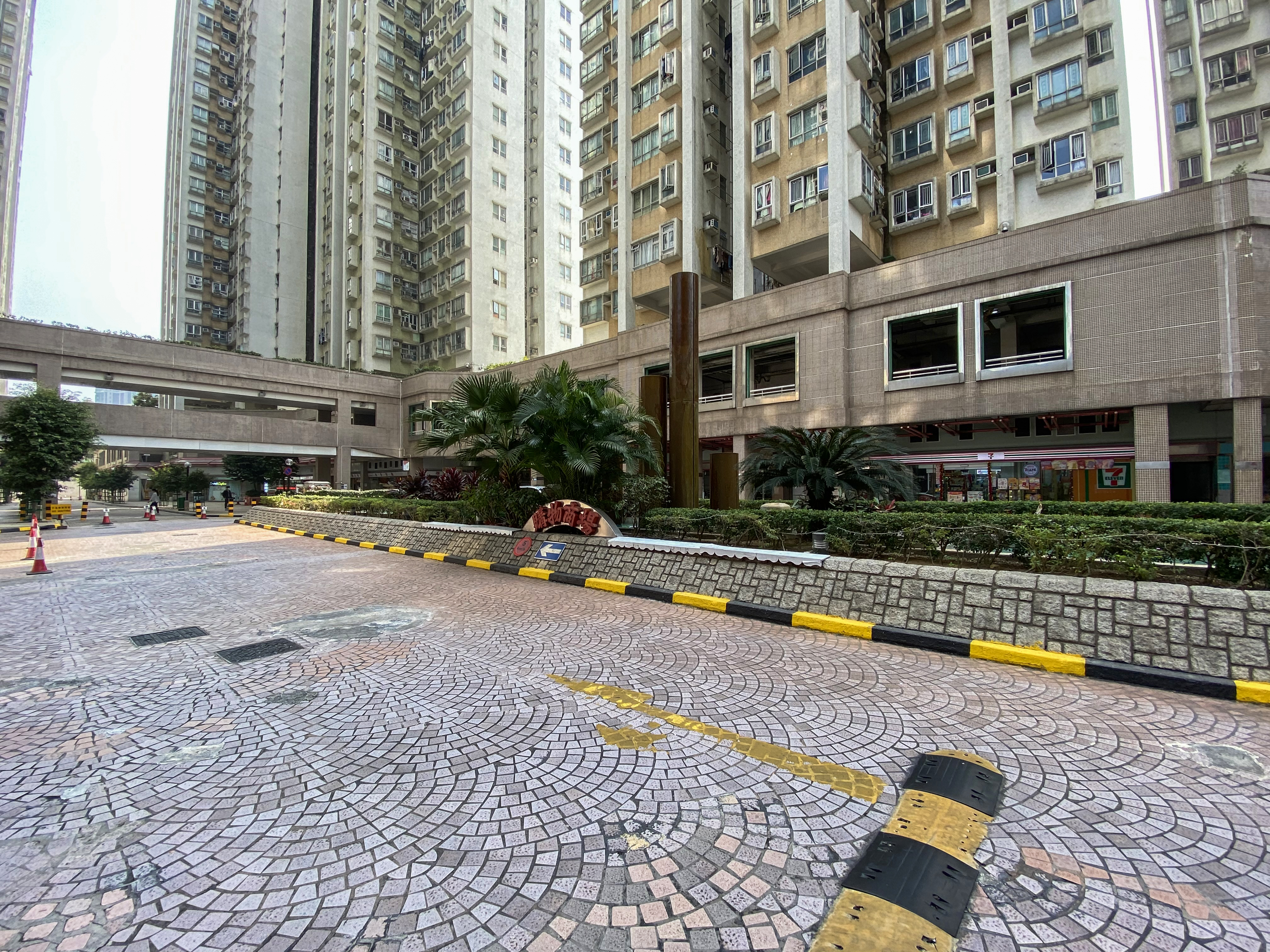
車道（2021年）

## 未來發展
2021年5月，香港政府引用《收回土地條例》（第124章）收回位於粉嶺新運路近黃崗山佔地約3500平方米地塊並規劃作「住宅（甲類）」資助房屋。由於該位置正位於粉嶺中心A、B、C、D座前方，資助房屋落成後粉嶺中心部分樓層景觀或受影響。

## 區議會選區及區議員
粉嶺中心全苑所有樓宇的區議會選區，均屬於北區粉嶺市選區（N02），而粉嶺市選區的前任區議員為民主黨成員黃凱盈。

## 備註
1. ↑  關於新界農業會之歷史可參考本條目。

## 外部連結
- 官方網址 （页面存档备份，存于）